# Вагу (Небраска)
Вагу (англ. Wahoo) — місто (англ. city) в США, в окрузі Сондрес штату Небраска. Населення — 4818 осіб (2020).

## Географія
Вагу розташований за координатами 41°12′54″ пн. ш. 96°37′0″ зх. д. / 41.21500° пн. ш. 96.61667° зх. д. (41.214985, -96.616619).  За даними Бюро перепису населення США в 2010 році місто мало площу 6,88 км², з яких 6,87 км² — суходіл та 0,00 км² — водойми.

## Демографія
Згідно з переписом 2010 року, у місті мешкало 4508 осіб у 1801 домогосподарстві у складі 1131 родини. Густота населення становила 656 осіб/км².  Було 1962 помешкання (285/км²).
Расовий склад населення:
| - 94,5 % — білих - 1,0 % — азіатів - 0,8 % — чорних або афроамериканців - 0,3 % — корінних американців - 1,4 % — осіб інших рас |

До двох чи більше рас належало 1,9 %. Частка іспаномовних становила 3,5 % від усіх жителів.
За віковим діапазоном населення розподілялося таким чином: 26,5 % — особи молодші 18 років, 56,3 % — особи у віці 18—64 років, 17,2 % — особи у віці 65 років та старші. Медіана віку мешканця становила 38,7 року. На 100 осіб жіночої статі у місті припадало 98,0 чоловіків;  на 100 жінок у віці від 18 років та старших — 94,5 чоловіків також старших 18 років.
Середній дохід на одне домашнє господарство  становив 63 546 доларів США (медіана — 51 028), а середній дохід на одну сім'ю — 78 903 долари (медіана — 71 920). Медіана доходів становила 49 893 долари для чоловіків та 40 054 долари для жінок. За межею бідності перебувало 15,0 % осіб, у тому числі 24,6 % дітей у віці до 18 років та 10,0 % осіб у віці 65 років та старших.
Цивільне працевлаштоване населення становило 2050 осіб. Основні галузі зайнятості: освіта, охорона здоров'я та соціальна допомога — 27,9 %, будівництво — 10,1 %, виробництво — 8,9 %, роздрібна торгівля — 8,0 %.

## Відомі люди
- Дерріл Занук (1902 — 1979) — американський продюсер, сценарист, режисер та актор.